# Adalbert Parmet
Adalbert Anton Friedrich Gerhard Parmet (* 30. Juli 1830 in Münster (Westfalen); † 20. November 1898 ebenda) war ein deutscher katholischer Priester und Klassischer Philologe, der von 1869 bis 1898 an der Königlichen Akademie zu Münster lehrte.

## Leben
Adalbert Parmet besuchte von 1842 bis 1849 das Gymnasium Paulinum in Münster und studierte von 1849 bis 1852 an der dortigen Königlichen Akademie Katholische Theologie. 1852 arbeitete er als Studienpräfekt am Collegium Ludgerianum. Im Jahr 1853 löste er die Preisfrage der Theologischen Fakultät der Akademie über Empfänger, Zweck und Inhalt des Hebräerbriefs. Nachdem er am 17. November 1853 in Billerbeck die Priesterweihe empfangen hatte, war er dort von 1854 bis 1857 als Kaplan tätig.
Ab 1857 setzte Parmet seine Studien an der Akademie Münster fort, diesmal mit dem Fach Klassische Philologie. Von 1859 bis 1861 studierte er an der Berliner Universität. Nach seiner Rückkehr wurde er am 1. März 1862 in Münster zum Dr. phil. promoviert. Seine Dissertation über den griechischen Gott Pan widmete er dem Regierungsbeamten Matthias Aulike.
Mit der Habilitation für Philologie im Sommer 1863 begann Parmets über 30-jährige Lehrtätigkeit an der Akademie Münster. Er hielt als Privatdozent Vorlesungen über griechische und lateinische Autoren und Grammatik. Außerdem verfasste er Zeitungsartikel für die Wiener Allgemeine Literatur-Zeitung, den Literarischen Handweiser und das Bonner Theologische Literatur-Blatt. 1869 veröffentlichte er eine Biografie des Münsteraner Humanisten Rudolf von Langen, für die er zahlreiche handschriftliche Quellen auswertete.
Im Jahr 1869 erhielt Parmet eine außerordentliche Professur für Klassische Philologie an der Akademie Münster, die zuvor Franz Ignaz Schwerdt innegehabt hatte. Parmet hielt seitdem seine Vorlesungen als Extraordinarius. Er starb am 20. November 1898 im Alter von 68 Jahren.
Sein Bruder war der Militärgeistliche Matthias Parmet (1833–1917), der von 1870 bis 1872 als Generalvikar des preußischen Feldpropstes fungierte.
Er war Ehrenmitglied der katholischen Studentenverbindung VKDSt Saxonia Münster im CV.

## Schriften (Auswahl)
- De Pane Graecorum deo. Dissertation Münster 1862 (Digitalisat).
- Rudolf von Langen: Leben und gesammelte Gedichte des ersten Münster’schen Humanisten. Münster 1869 (Digitalisat).